# Yvetot
Pour les articles homonymes, voir Yvetot (homonymie).
Yvetot est partiellement homonyme avec Yvetot-Bocage (Manche).
Yvetot (/iv.to/) est une commune française située dans le département de la Seine-Maritime en région Normandie.

## Géographie

### Localisation
Yvetot est une ville normande, capitale du pays de Caux, située à 32 km au nord-ouest de Rouen, 46 km du Havre, 28 km du littoral de la Côte d'Albâtre à Saint-Valery-en-Caux.
Elle fait partie du Parc naturel régional des Boucles de la Seine normande.

### Communes limitrophes
| Baons-le-Comte |                           | Sainte-Marie-des-Champs   |
| Valliquerville | Yvetot                    | Écalles-Alix              |
| Auzebosc       | Touffreville-la-Corbeline | Saint-Clair-sur-les-Monts |

### Hydrographie
La commune est située dans le bassin Seine-Normandie. Elle n'est drainée par aucun cours d'eau,.

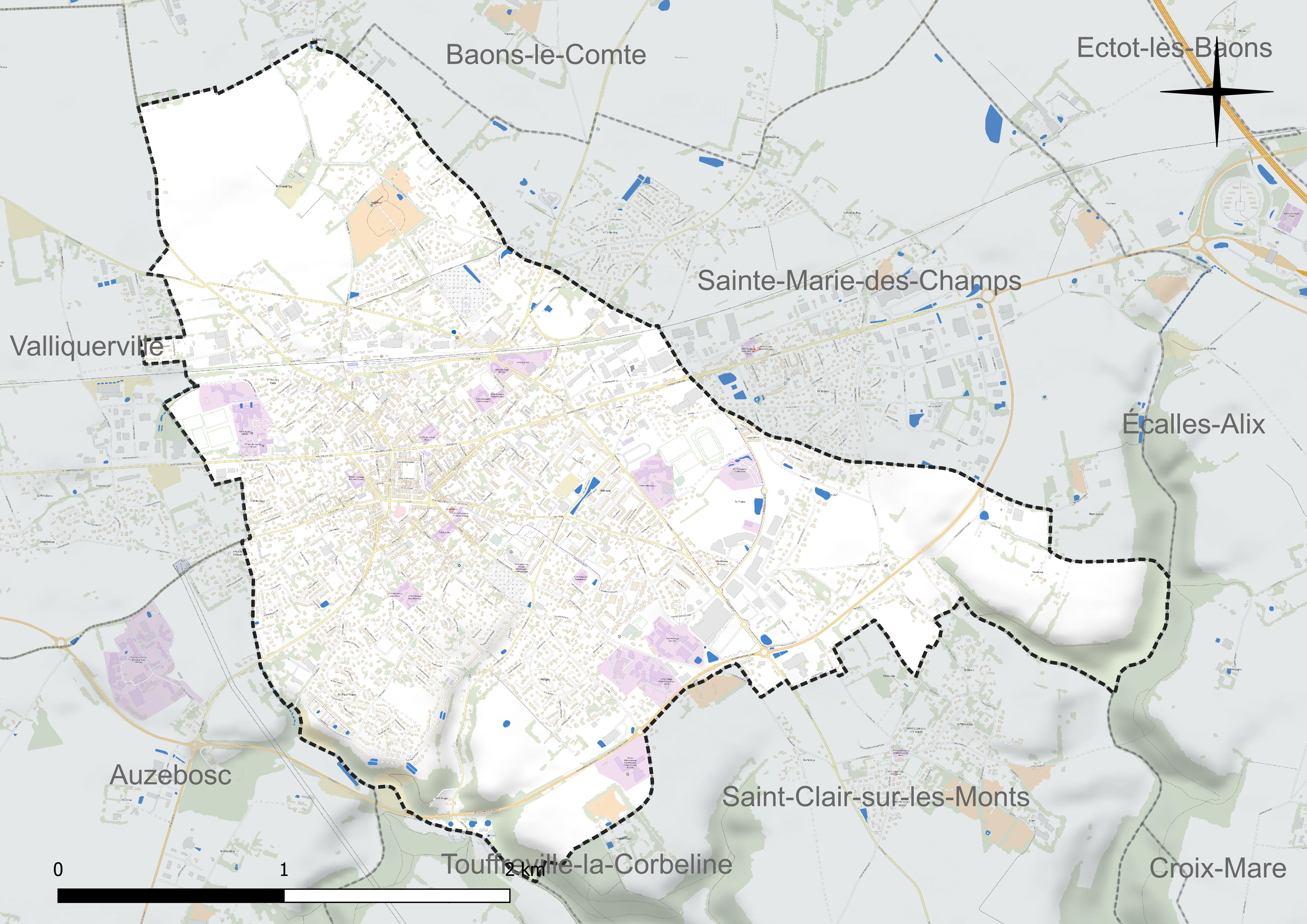
Réseau hydrographique d'Yvetot.

### Climat
Pour des articles plus généraux, voir Climat de la Normandie et Climat de la Seine-Maritime.
En 2010, le climat de la commune est de type climat océanique altéré, selon une étude du CNRS s'appuyant sur une série de données couvrant la période 1971-2000. En 2020, Météo-France publie une typologie des climats de la France métropolitaine dans laquelle la commune est exposée à un climat océanique et est dans la région climatique Côtes de la Manche orientale, caractérisée par un faible ensoleillement (1 550 h/an) ; forte humidité de l’air (plus de 20 h/jour avec humidité relative > 80 % en hiver), vents forts fréquents. Parallèlement le GIEC normand, un groupe régional d’experts sur le climat, différencie quant à lui, dans une étude de 2020, trois grands types de climats pour la région Normandie, nuancés à une échelle plus fine par les facteurs géographiques locaux. La commune est, selon ce zonage, exposée à un « climat maritime », correspondant au Pays de Caux, frais, humide et pluvieux, légèrement plus frais que dans le Cotentin.
Pour la période 1971-2000, la température annuelle moyenne est de 10,3 °C, avec une amplitude thermique annuelle de 14 °C. Le cumul annuel moyen de précipitations est de 952 mm, avec 13,8 jours de précipitations en janvier et 8,9 jours en juillet. Pour la période 1991-2020, la température moyenne annuelle observée sur la station météorologique la plus proche, située sur la commune d'Ectot-lès-Baons à 5 km à vol d'oiseau, est de 10,8 °C et le cumul annuel moyen de précipitations est de 905,5 mm,. Pour l'avenir, les paramètres climatiques de la commune estimés pour 2050 selon différents scénarios d’émission de gaz à effet de serre sont consultables sur un site dédié publié par Météo-France en novembre 2022.

## Urbanisme
Le sud de la ville d’Yvetot est principalement composé de quartiers populaires tels que Rétimare et Fief de Caux ainsi qu'une zone commerciale. Alors que plus au nord se trouvent des quartiers plus résidentiels comme le Fay et le Vallon Fleuri.

### Typologie
Au 1er janvier 2024, Yvetot est catégorisée centre urbain intermédiaire, selon la nouvelle grille communale de densité à sept niveaux définie par l'Insee en 2022.
Elle appartient à l'unité urbaine d'Yvetot, une agglomération intra-départementale regroupant quatre  communes, dont elle est ville-centre,,. Par ailleurs la commune fait partie de l'aire d'attraction d'Yvetot, dont elle est la commune-centre,. Cette aire, qui regroupe 15 communes, est catégorisée dans les aires de moins de 50 000 habitants,.

### Occupation des sols
L'occupation des sols de la commune, telle qu'elle ressort de la base de données européenne d’occupation biophysique des sols Corine Land Cover (CLC), est marquée par l'importance des territoires artificialisés (65,7 % en 2018), en augmentation par rapport à 1990 (53 %). La répartition détaillée en 2018 est la suivante : zones urbanisées (62,9 %), terres arables (16,8 %), prairies (8,7 %), zones agricoles hétérogènes (4,7 %), forêts (4,1 %), zones industrielles ou commerciales et réseaux de communication (2,8 %). L'évolution de l’occupation des sols de la commune et de ses infrastructures peut être observée sur les différentes représentations cartographiques du territoire : la carte de Cassini (XVIIIe siècle), la carte d'état-major (1820-1866) et les cartes ou photos aériennes de l'IGN pour la période actuelle (1950 à aujourd'hui).

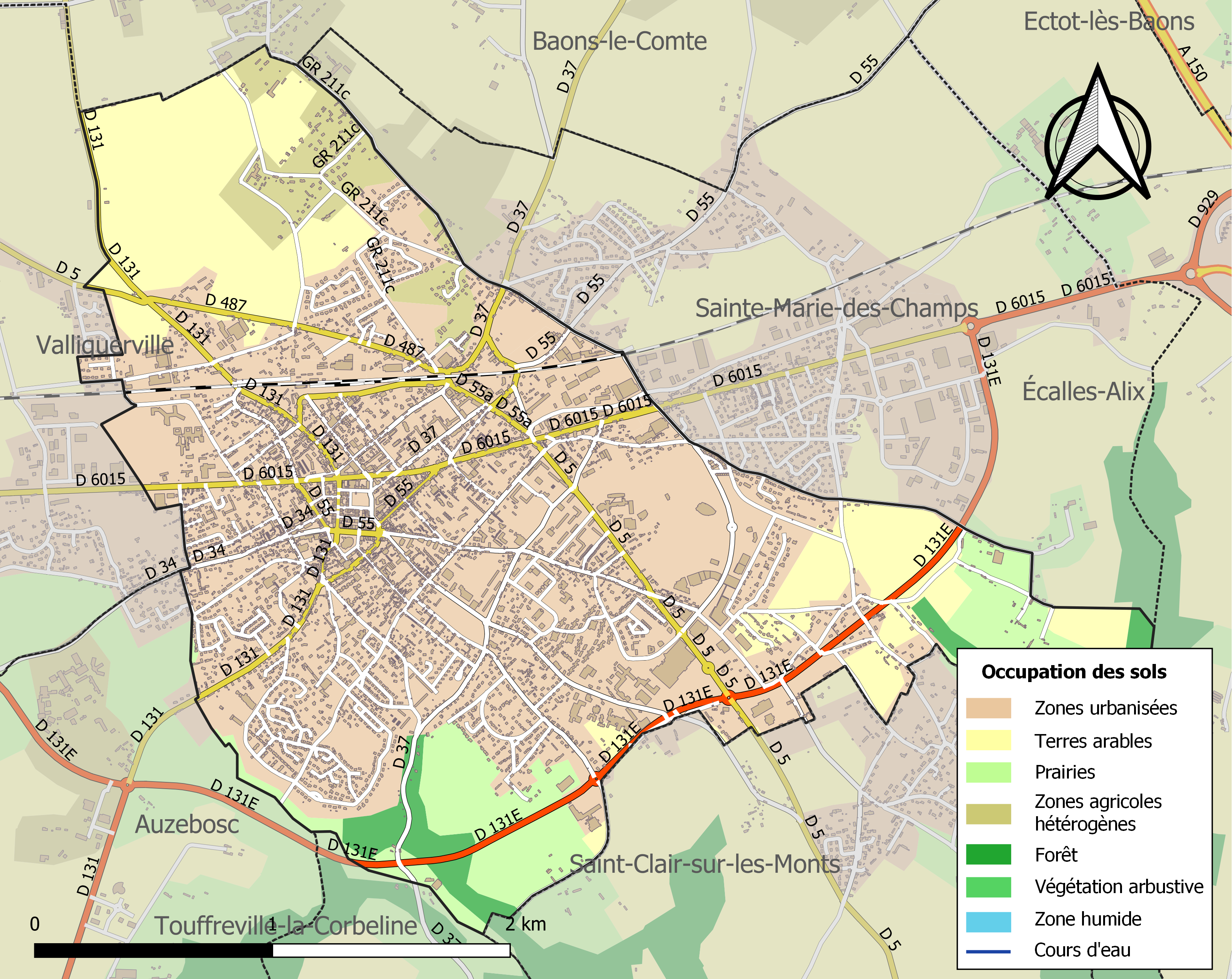
Carte des infrastructures et de l'occupation des sols de la commune en 2018 (CLC).

### Habitat et logement
En 2019, le nombre total de logements dans la commune était de 6 407, alors qu'il était de 6 068 en 2014 et de 5 666 en 2009.
Parmi ces logements, 90,6 % étaient des résidences principales, 0,9 % des résidences secondaires et 8,5 % des logements vacants. Ces logements étaient pour 50,1 % d'entre eux des maisons individuelles et pour 49,2 % des appartements.
Le tableau ci-dessous présente la typologie des logements à Yvetot en 2019 en comparaison avec celle de la Seine-Maritime et de la France entière. Une caractéristique marquante du parc de logements est ainsi une proportion de résidences secondaires et logements occasionnels (0,9 %) inférieure à celle du département (4 %) mais supérieure à celle de la France entière (9,7 %). Concernant le statut d'occupation de ces logements, 38,8 % des habitants de la commune sont propriétaires de leur logement (36,6 % en 2014), contre 53 % pour la Seine-Maritime et 57,5 pour la France entière.
| Typologie                                               | Yvetot | Seine-Maritime | France entière |
| ------------------------------------------------------- | ------ | -------------- | -------------- |
| Résidences principales (en %)                           | 90,6   | 87,8           | 82,1           |
| Résidences secondaires et logements occasionnels (en %) | 0,9    | 4              | 9,7            |
| Logements vacants (en %)                                | 8,5    | 8,2            | 8,2            |

Le bailleur social historique de la ville est la SA HLM d’Yvetot, créée en 1922 et devenue Logeal, dont le patrimoine s'étend désormais sur les départements de la Seine-Maritime et de l’Eure.

### Voies de communication et transports
Yvetot est desservie par l'ancienne route nationale 15 (actuelle RD 6015) reliant Rouen au Havre en passant par le pays de Caux. Elle est également proche de l'ancienne route nationale 29 (actuelle RD 929), qui la relie à Amiens, et de l'autoroute A150 (tronçon nord), raccordée à l'autoroute A29.
La gare d'Yvetot est desservie par les trains Nomad Paris St Lazare - Rouen - Le Havre (ex-Intercités) ainsi que des TER Normandie (Rouen - Le Havre et Yvetot - Elbeuf).
Des correspondances par car pour Saint-Valery-En-Caux (ligne régionale NOMAD Car 525) sont assurées avec les trains Paris - Le Havre et Le Havre - Paris. La gare, le centre-ville et les établissements scolaires (collèges et lycées) sont également desservis par les lignes 503 et 510 du réseau NOMAD Car respectivement à destination de Caudebec-en-Caux et Fécamp.
Des cars depuis et vers Doudeville, Alvimare et Fauville-en-Caux sont également mis en place les jours de marché sous le numéro 540 du réseau NOMAD Car.

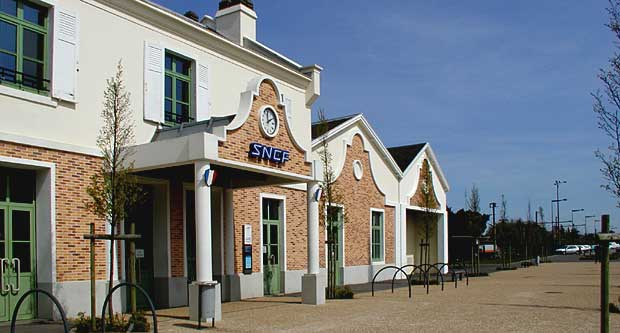
La façade de la gare d'Yvetot avant son réaménagement en 2015.
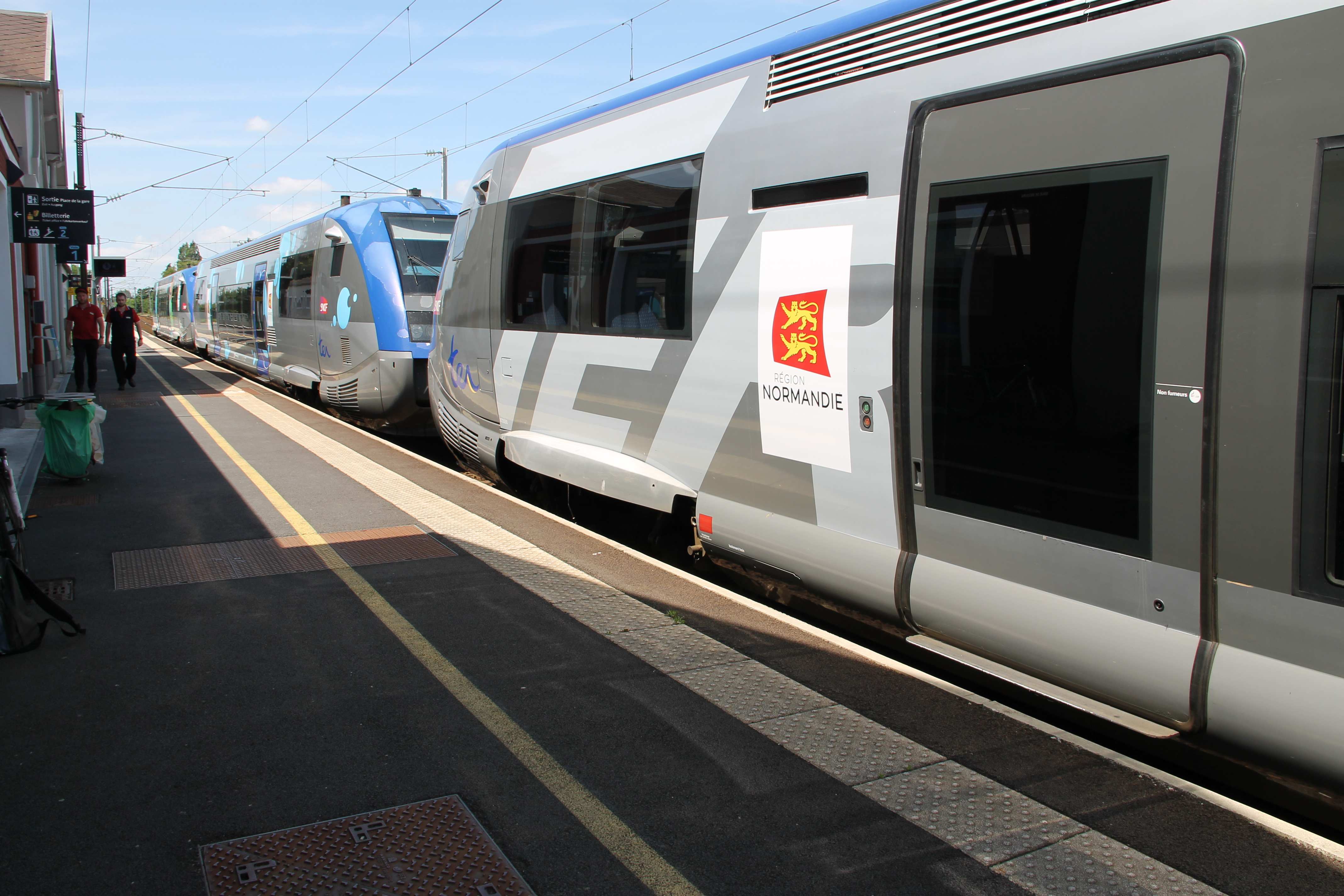
Autorails X 73500 en gare.

La ville est également desservie par son réseau de transport « Vikibus », composé de 2 lignes circulaires bouclant sur la gare et totalisant 52 arrêts. Le réseau circule tous les jours sauf le dimanche. Une troisième ligne, gratuite, est également mise en place les jours de marché pour desservir plus finement le centre-ville.

## Toponymie
Le nom de la localité est attesté sous les formes Ivetoht en 1025-1026, Ivetot en 1046-1048.
Il s'agit d'une formation toponymique médiévale en -tot, issu de l'appellatif toponymique d'origine viking, en vieux norrois, topt, toft, signifiant « emplacement, endroit constructible, ferme », dont on compte environ 350 exemples en Normandie.
Le premier élément est le nom de personne Ivo, anthroponyme d'origine franque et qui a donné les prénoms Yves (cas sujet) et Yvon  (cas régime) en français. Le nom de personne n'indique pas l'origine ethnique du propriétaire qui peut très bien être d'origine norroise ou anglo-scandinave. En effet, les colons ont souvent adopté, surtout au moment de leur baptême, des anthroponymes germaniques ou autres (cf. Hrólfr / Rollon, baptisé « Robert », ou encore Bernard le Danois, Stigand de Mézidon dit « Odon », et Turstin Haldup dit « Richard »).
François de Beaurepaire estime qu'un seul et même personnage pourrait se retrouver dans Ismesnil (Yvemesnil XIIe siècle), hameau situé à 5 km sur la commune voisine d'Allouville-Bellefosse et Yvecrique « l'église d'Yves » à 10 km de là.
Au cours de la Révolution française, la commune porte provisoirement le nom d'Yvetot-la-Montagne.

## Histoire

### Moyen Âge
Les origines d'Yvetot, et plus particulièrement du royaume d'Yvetot, restent obscures et de nombreuses hypothèses ont été avancées. Une chose est certaine, aux XIVe et XVe siècles, des actes officiels mentionnent effectivement la qualification de « roi d'Yvetot ». Le nom d'Yvetot est cité pour la première fois dans une charte de donation du duc de Normandie Richard II, en 1021, aux religieux de l'abbaye de Saint-Wandrille. Plusieurs familles (dont la famille d'Yvetot jusqu'en 1401) tinrent la seigneurie d'Yvetot, avec le titre de roi (ou de prince, notamment à partir de Martin du Bellay, vers 1551). On en connaît les généalogies.

#### Le roi d'Yvetot
Ces seigneurs portent souvent le titre de roi, bénéficiant de tous les privilèges de souveraineté jusqu'en 1551. Ce titre de noblesse est attesté en 1024. Détaché de tout hommage, au moins depuis 1203, ce territoire reste une principauté jusqu'en 1789. Cette principauté dépassait les limites actuelles de la commune d'Yvetot puisqu'il comprenait aussi les anciennes paroisses de Saint-Clair-sur-les-Monts et Sainte-Marie-des-Champs.
En octobre 1464, par ses lettres patentes, le roi Louis XI (1423-1483) confirme les droits de la seigneurie d'Yvetot.

#### Incendies
La ville d'Yvetot a été incendiée alors qu'elle était sous domination anglaise en 1418 lors de la Guerre de Cent Ans, puis lors des guerres de Religion en 1592. Redevenue un centre commercial prospère sous Louis XIV avec cinq halles pour les grains, les cordonniers, bouchers, filassiers, merciers et drapiers. Un incendie le 20 août 1688 détruisit tout le centre-ville. La ville ne fut reconstruite qu'en 1698 et l'église Saint-Pierre en 1771.

### Époque moderne

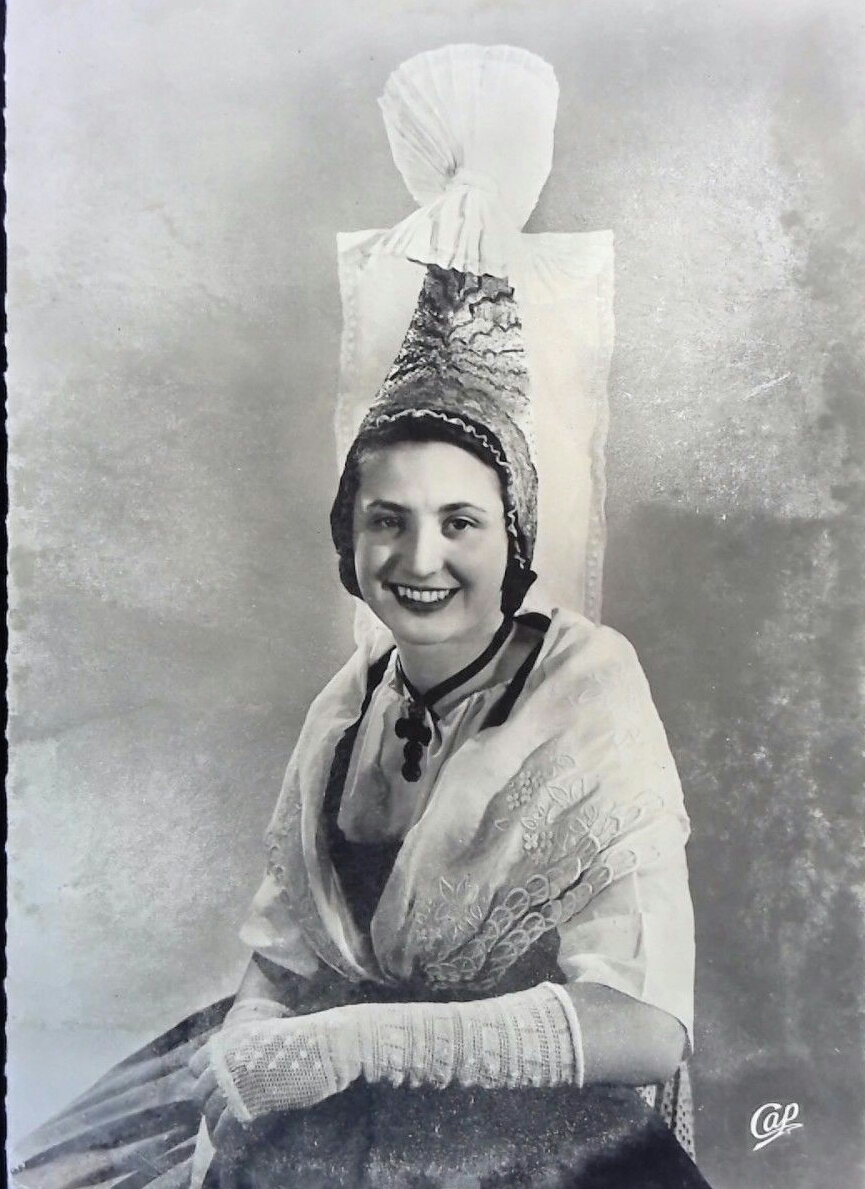
Femme portant la coiffe du Pays de Caux dit « bonnet cauchois » ou coiffe d'Yvetot (vers 1930).

La prospérité de la ville est liée à un commerce fort développé dès le XVIIe siècle, grâce à son statut de paradis fiscal, et à des filatures de coton en pleine expansion après 1794, avec l'arrivée des machines à vapeur, la ville n'étant traversée d'aucun cours d'eau.
Comme dans tout le pays de Caux se pratique, la sculpture et la taille de l'ivoire et de l'os.

### Révolution française et Empire
Le 4 mars 1789, la ville est le lieu d'une émeute due à la cherté des blés. Pendant l'été 1789 la bourgeoisie de la ville s'arme, marquant les tensions dans la ville avec les manants, d'autant que les problèmes d'approvisionnement demeurent. Yvetot devient chef-lieu de district de 1790 à 1795, en lieu et place de Caudebec réputée favorable à la Vendée. Jacobine au début de la révolution, Yvetot prend le nom du parti de Robespierre, La Montagne en 1793. Fêtes civiques s'y déroulent, luttes contre les accapareurs, Comité de Salut Public.
Napoléon Ier vient deux fois à Yvetot, en 1802 et 1810.

### Époque contemporaine

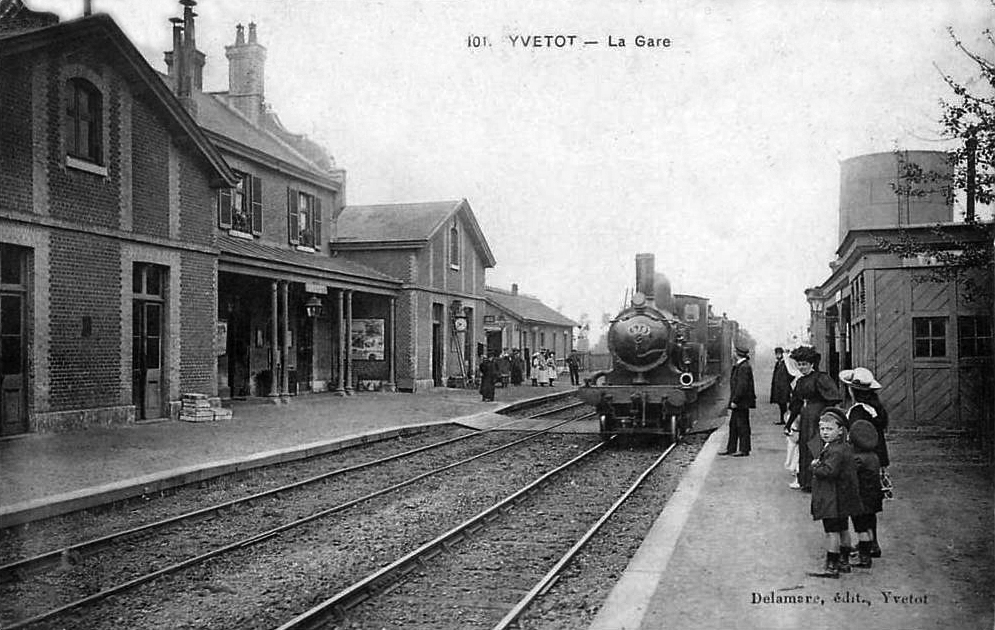
La gare vers 1900.

En 1847 est mise en service la gare d'Yvetot, sur la ligne de Paris-Saint-Lazare au Havre, facilitant le déplacement des personnes et le transport des marchandises, favorisant ainsi le développement économique de la ville.
Au XIXe siècle, la ville et son arrondissement développent une production de tissus, essentiellement du coton, de la soie et de la laine à travers des. L'activité cotonnière disparaît presque complètement après 1870, à laquelle se substitue aux XIXe et XXe siècles, une forte activité dans le domaine de l'imprimerie.

#### La chute de Napoléon III

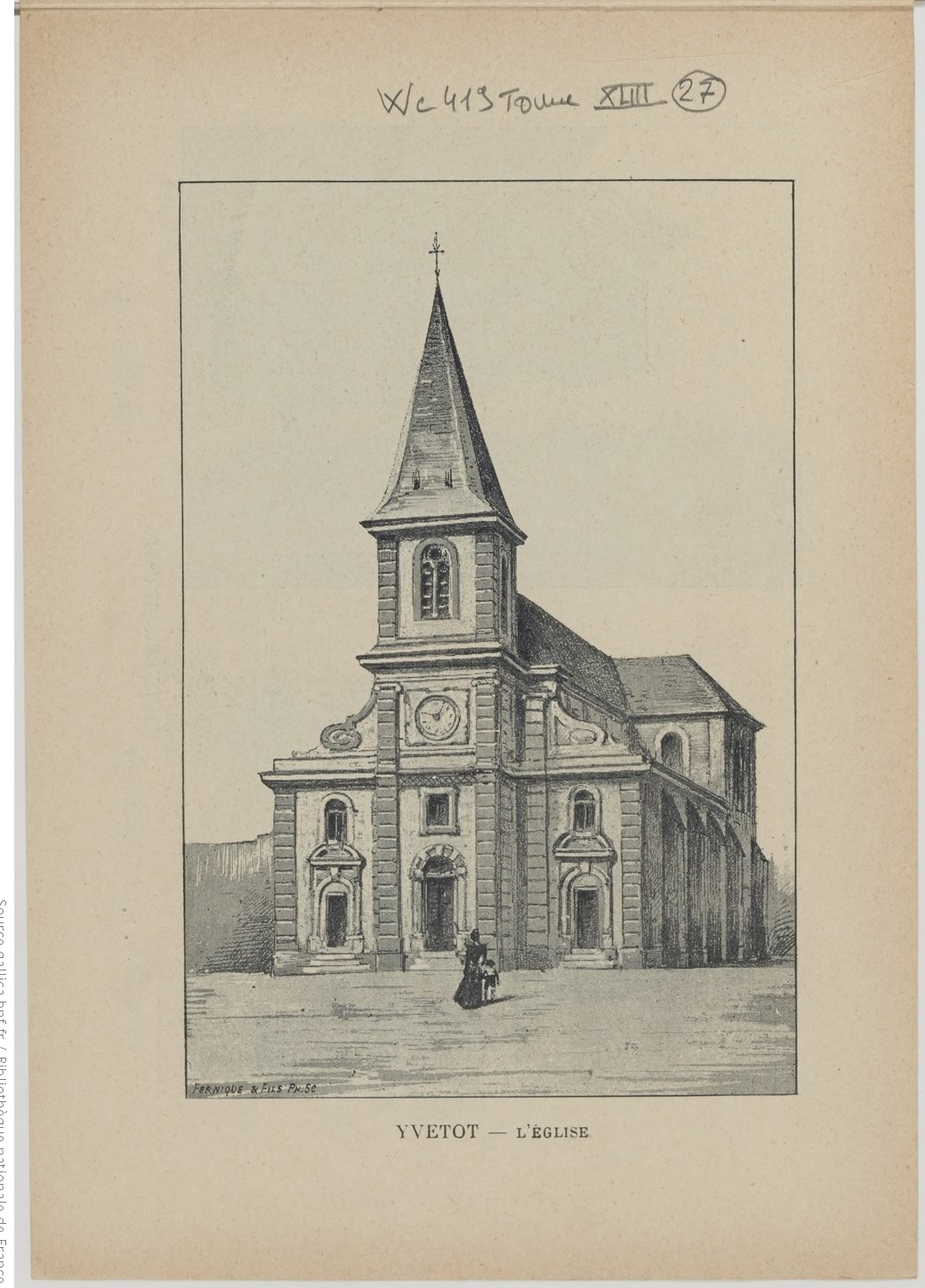
L'église Saint-Pierre d'Yvetot dans France-Album (fascicules 40-54) par A. Karl vers 1880 (source BNF).

Durant la guerre franco-allemande de 1870, Yvetot sert de base arrière pour les Prussiens, qui s'ils ont pris Rouen ne parviennent pas à prendre Le Havre.
Le guide Joanne de 1885 décrit Yvetot comme un chef-lieu d'arrondissement de 8 397 habitants situé dans une plaine fertile mais dépourvu de cours d'eau. L'église du XVIIIe siècle renferme un autel en marbre, des boiseries en chêne et une chaire de 1786.
Le 13 septembre 1888, la ville reçoit le président Carnot.
Pendant la Première Guerre mondiale, Yvetot est la base arrière du front britannique sur la Somme avec un hôpital militaire anglais.

#### Développement de l'Imprimerie

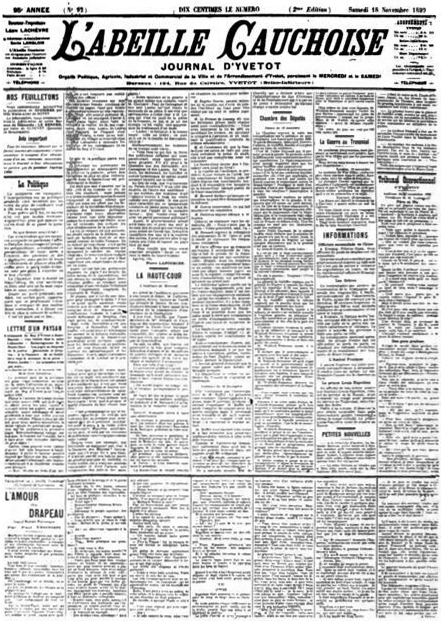
L'Abeille cauchoise d'Yvetot.

L'imprimerie apparaît à Yvetot autour de 1762, le premier typographe y est autorisé en 1789. Le journal L'Abeille cauchoise ou  L'Abeille cauchoise, journal d'Yvetot et d'annonces judiciaires est fondé en 1804. Ce journal très populaire est imprimé au 122, rue du Calvaire, puis rues Haëmers et Lormier. L'Imprimerie de l'Abeille cauchoise édite aussi le pays de Caux et l'Almanach du Roy d'Yvetot. L'Abeille cauchoise disparaît en 1944. Imprimés par les imprimeurs Bretteville Frères à Yvetot, les journaux hebdomadaires L'Avenir de Duclair, Journal républicain, Le Flot, Le Réveil d'Yvetot sont fondés vers 1885.

#### La seconde guerre mondiale

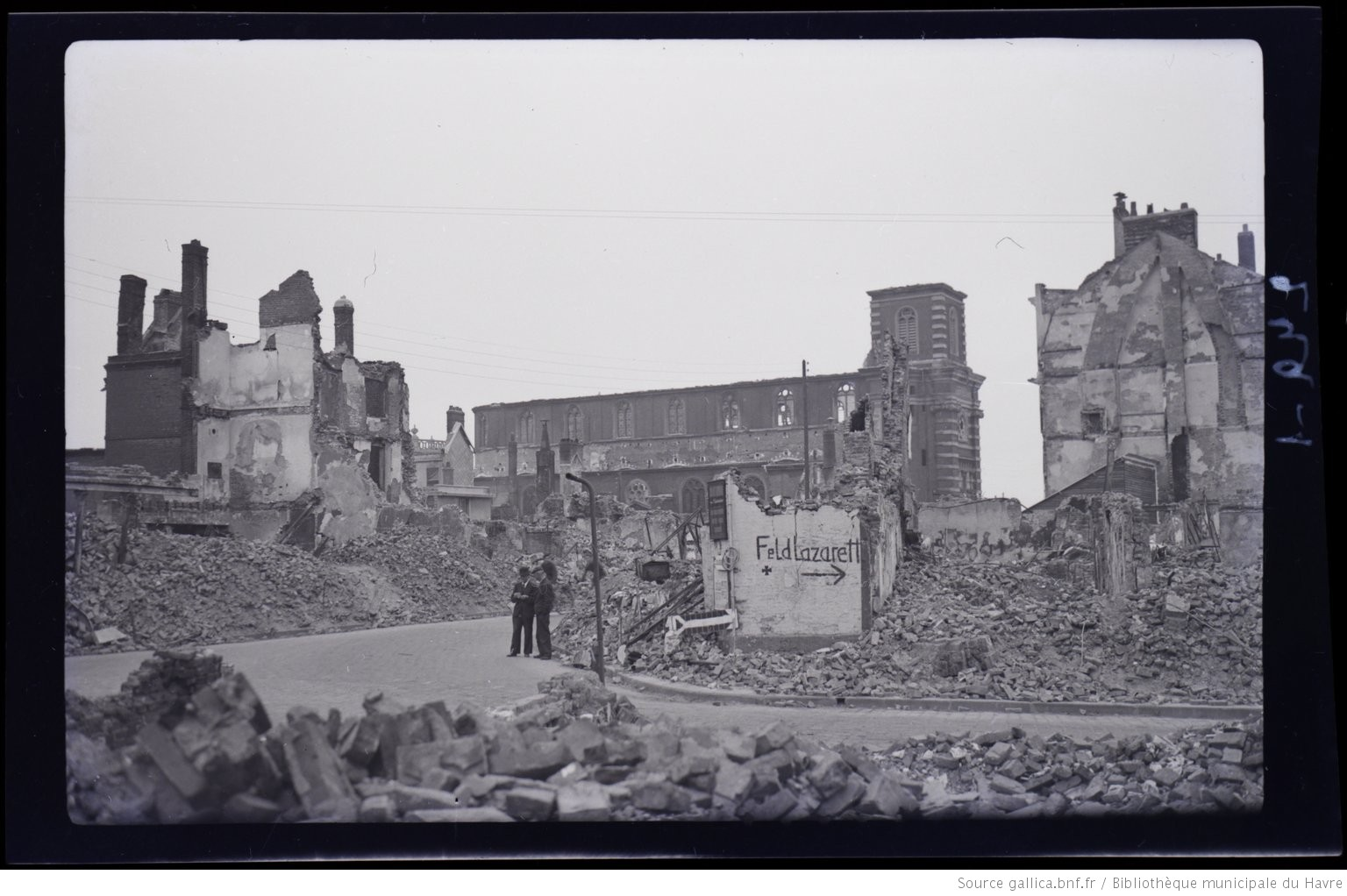
Centre-ville et église Saint-Pierre à Yvetot) en 1941 (Maillard Marcel) - Source BNF.

Le 10 juin 1940, le 25e Panzer-Regiment commandé par Rommel entre dans Yvetot, désertée par ses habitants. La ville est alors incendiée en particulier tout le centre-ville et l'église Saint-Pierre. L’occupation commence, elle dure 50 mois dans des conditions inconfortables, avec des centaines de maisons calcinées, plus de 1 000 sinistrés et 2 hectares de terrain anéantis. La gare et sa ligne de chemin de fer sont bombardées en 1942 et en 1944. En juin 1944, des commandos parachutistes anglais y sont largués avec succès.
Yvetot est libérée le 1er septembre 1944, par les troupes anglo-canadiennes.

#### La reconstruction et l'évolution de l'Imprimerie

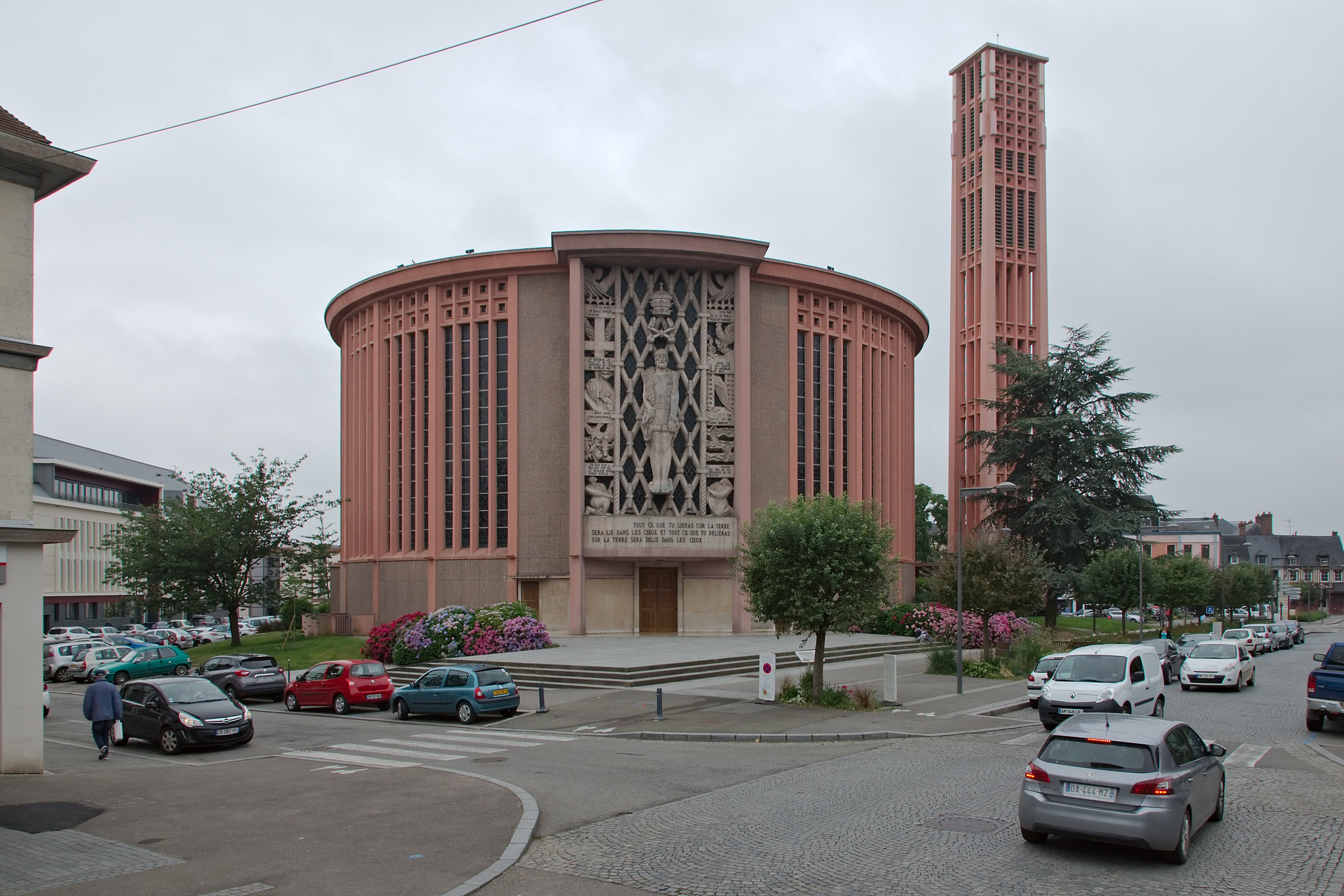
L'église Saint-Pierre, Reconstruction (1956-1963), des architectes Chirol, Flavigny et Marchand avec des vitraux de Max Ingrand.

Pratiquement rasée en 1940 au début de la Seconde Guerre mondiale par les Allemands, la ville est reconstruite dans un style classique à partir de 1945. La ville reprend de l'ampleur économique et devient un grand centre d'imprimerie, pour les journaux Témoignage chrétien, ou en encore les éditions du Fleuve Noir qui y imprime les romans de Frédéric Dard, San-Antonio grâce entre autres à l'Imprimerie commerciale, également imprimeur du fameux J'irai cracher sur vos tombes de Boris Vian en 1946 pour les éditions Scorpion.
Sous l'impulsion d'André Bettencourt, les journaux Le Petit Cauchois et Le Réveil d'Yvetot fusionnent en 1948 et deviennent Le Courrier cauchois, publié par la Société cauchoise de presse et de publicité sise à Yvetot.
En 1958, Yvetot est décrite comme un centre d'imprimerie d'intérêt régional selon La Revue de Rouen, en effet les destructions sévères du Havre et de Rouen ont entraîné une relocalisation vers les imprimeries d'Yvetot, restées indemne. La ville compte cinq imprimeries. En 1967, l'Imprimerie commerciale devient l'Imprimerie nouvelle. Elle fusionne avec l’imprimerie Édition Témoignage chrétien, et devient ETC Inn installée à Sainte-Marie-des-Champs jusqu’à sa fermeture en 2018. Les bâtiments de l'Imprimerie nouvelle sont détruits en décembre 2022.

#### Autres activités
Crée en 1912, une marque de layette Ozona, développe des layettes pour bébé à partir de 1950 avec près de 800 ouvrières. Dernier établissement de tisserands, les Établissements Laporte ferme en 2014. La ville comptait également deux minoteries. La marque de margarine Astra crée en 1912 à Yvetot déménage dans la banlieue parisienne en 1933. la laiterie est fermée en 1972.

## Politique et administration
Jusqu'en 1926, Yvetot a été chef-lieu de l'ancien arrondissement d'Yvetot, supprimé à cette occasion et jamais reconstitué. Elle était donc siège d'une sous-préfecture.
La ville d'Yvetot est le chef-lieu du canton.

### Rattachements administratifs et électoraux

#### Rattachements administratifs
La commune après avoir été le chef-lieu de l'arrondissement d'Yvetot de 1801 à 1926, fait désormais partie de l'arrondissement de Rouen du département de la Seine-Maritime.
Elle était depuis 1793 le chef-lieu du canton d'Yvetot. Dans le cadre du redécoupage cantonal de 2014 en France, cette circonscription administrative territoriale a disparu, et le canton n'est plus qu'une circonscription électorale.

#### Rattachements électoraux
Pour les élections départementales, la commune est depuis 2014 le bureau centralisateur d'un nouveau  canton d'Yvetot
Pour l'élection des députés, elle fait partie de la dixième circonscription de la Seine-Maritime.

### Intercommunalité
Yvetot est le siège de la communauté de communes Yvetot Normandie, un établissement public de coopération intercommunale (EPCI) à fiscalité propre créé fin 2001 sous le nom de communauté de communes de la Région d'Yvetot  et auquel la commune a transféré un certain nombre de ses compétences, dans les conditions déterminées par le code général des collectivités territoriales.

### Tendances et résultats politiques

#### Élections présidentielles
Résultats des deuxièmes tours :
- Élection présidentielle de 2002 : 85,8 % pour Jacques Chirac (RPR), 14,2 % pour Jean-Marie Le Pen (FN), 78 % de participation.
- Élection présidentielle de 2007 : 52,05 % pour Ségolène Royal (PS), 47,95 % pour Nicolas Sarkozy (UMP), 82,72 % de participation.

#### Élections législatives
Résultats des deuxièmes tours :
- Élections législatives de 2002 : 51,731 % pour Alfred Trassy-Paillogues (UMP), 48,69 % pour Gérard Fuchs (PS), 65,55 % de participation.
- Élections législatives de 2007 : 50,6 % pour Dominique Chauvel (PS), 49,4 % pour Alfred Trassy-Paillogues (UMP), 61,42 % de participation.

#### Élections européennes
Résultats des deux meilleurs scores :
- Élections européennes de 2004 : 37,53 % pour Henry Weber (PS), 15,11 % pour Tokia Saifi (UMP), 43,86 % de participation.
- Élections européennes de 2009 : 24,94 % pour Dominique Pargneaux (PS), 22,62 % pour Dominique Riquet (UMP), 40,93 % de participation.

#### Élections régionales
- Élections régionales de 2004 : 55,60 % pour Alain Le Vern (PS), 34,08 % pour Antoine Rufenacht (UMP), 64,42 % de participation.
- Élections régionales de 2010 : 42,35 % pour Alain Le Vern (PS, 25,98 % pour Bruno Le Maire (UMP), 47,04 % de participation.

#### Élections municipales
- Élections municipales de 2008 : 59,46 % pour Émile Canu (PS) élu au deuxième tour, 40,49 % pour Philippe Décultot (Divers droite), 68,40 % de participation.
- Élections municipales de 2014[37]: 45,01 % pour Emile Canu (LUG) élu au deuxième tour, 44,56 % pour Phillippe Décultot (LUD), 63,97 % de participation.

- Lors du premier tour des élections municipales de 2020 dans la Seine-Maritime, la liste menée par le maire sortant  Émile Canu (PS) remporte le scrutin avec 56,71 % des suffrages exprimés et 2 016 voix, suivie par les listes menées respectivement  par la candidate divers-centre Charlotte Masset (29,59 %, 1 052 voix)  et par  le divers-centre Laurent Benard (13,7 %, 487 voix), l'abstention s'élevant à 59,26 %[37].

#### Référendums
- Référendum de 1992 relatif au traité de Maastricht : 48,86 % pour le Oui, 51,14 % pour le Non, 69,52 % de participation.
- Référendum de 2005 relatif au traité établissant une Constitution pour l'Europe : 35,04 % pour le Oui, 64,96 % pour le Non, 69,87 % de participation.

### Liste des maires
| Période                                  | Période                    | Identité                  | Étiquette             | Qualité |
| ---------------------------------------- | -------------------------- | ------------------------- | --------------------- | --- |
| Les données manquantes sont à compléter. |                            |                           |                       | |
| 1798                                     | 1830                       | Charles Delalande         |                       | |
| 1830                                     | 1840                       | Jean-Louis Bourdon-Bénard |                       | Conseiller général d'Yvetot (1833 → 1842) |
|                                          |                            | Alexandre Roussel         |                       | Président de la Caisse d'épargne (1856 → 1862 et 1874 → 1880)                                                                                     |
|                                          |                            | Augustin Buisson          |                       | Avocat Député de la Seine-Inférieure (1869 → 1870 et 1871 → 1876)                                                                                 |
| 1846                                     |                            | Pierre Lefèvre,           | Droite Légitimiste    | Filateur, Conseiller général d'Yvetot (1848 → 1852) Représentant du peuple (1848 → 1849) Chevalier de la Légion d'honneur                         |
| 1881                                     | 1905                       | Ferdinand Lechevallier,   | républicain modéré    | Manufacturier Député de la Seine-Inférieure (1881 → 1905)                                                                                         |
|                                          |                            | Robert Lemonnier          | Républicain           | Manufacturier Conseiller général d'Yvetot (1883 → 1910)                                                                                           |
| 1908                                     | 1925                       | Eugène Bocheux,           | URD                   | Directeur de la caisse d'épargne Conseiller général d'Yvetot (1910 → 1925) Fondateur de la société d’HBM en 1922, actuellement Logéal Immobilière |
| Les données manquantes sont à compléter. |                            |                           |                       | |
| 1933                                     | mars 1959                  | Marcel Richard            |                       | Médecin Conseiller général d'Yvetot (1931 → 1940 et 1945 → 1958)                                                                                  |
| mars 1959                                | juin 1995                  | Pierre Bobée,             | SE puis Rad. puis MRG | Médecin Conseiller général d'Yvetot (1960 → 1994) Officier de la Légion d'honneur                                                                 |
| juin 1995                                | mars 2008                  | Philippe Décultot         | DVD                   | Médecin Conseiller général d'Yvetot (1994 → 2008) Président de la CC Yvetot Normandie (2002 → 2004)                                               |
| mars 2008                                | septembre 2022 (démission) | Émile Canu                | PS                    | Docteur ès lettres, proviseur de lycée retraité Conseiller général d'Yvetot (2008 → 2015)                                                         |
| octobre 2022                             | En cours (au 23 mars 2023) | Francis Alabert           | DVG                   | Cadre retraité |

### Distinctions et labels
En 2011, la commune d'Yvetot a été récompensée par le label « Ville Internet @@@ ».

### Jumelages
Ainsi, la Ville est jumelée depuis 1967 avec Hemmingen en Allemagne, depuis 1975 avec Lanark en Écosse, et elle a souhaité s'ouvrir sur les pays de l'Est en signant officiellement une charte de jumelage avec Kyjov, ville de Moravie en République tchèque le 9 mai 1998
Ce jumelage tripartite a tissé des liens très forts entre les populations et les différentes générations de ces trois villes. Des échanges sont régulièrement organisés entre les établissements scolaires, les sapeurs pompiers, les employés de la Poste, les clubs sportifs, les écoles de musique...
En 2007, un protocole de coopération décentralisée entre le département de Seine-Maritime, la Ville d'Yvetot, la province de  Bam (Burkina) et la ville de Bourzanga (Burkina Faso) a été signé.
Un futur jumelage est enfin prévu avec la ville polonaise de Murowana-Goslina. Une délégation des habitants et élus de cette ville a été récemment reçue[Quand ?] par la municipalité et le comité des échanges.

## Équipements et services publics

### Enseignement
| Écoles maternelles | Écoles primaires | Collèges                                                                            | Lycées |
| --- | --- | ----------------------------------------------------------------------------------- | --- |
| Écoles maternelles publiques : - École Elisabeth Cottard - École Léopoldine Hugo École maternelle privée : - École Saint-Michel | Écoles primaires publiques : - École Cahan-Lhermitte - École Jean Prévost École primaire privée : - École Saint-Michel | Établissement public : - Collège Albert Camus Établissement privé : - Collège Bobée | Établissement public : - Lycée Raymond Queneau Établissement public agricole : - Lycée Agricole et Agro-alimentaire / CFA-CFPPA Établissement privé : - Lycée Jean XXIII |

L'école Saint-Michel est la plus vieille école maternelle et primaire (318 ans). Elle a été ouverte le 3 mai 1707[réf. nécessaire]. Elle était auparavant une école mixte et un pensionnat pour filles. La ville dispose également d'une école maternelle et primaire publique, d'un collège public, d'un collège privé, d'un lycée polyvalent public, d'un lycée privé et d'un lycée agricole.

## Population et société

### Démographie
L'évolution du nombre d'habitants est connue à travers les recensements de la population effectués dans la commune depuis 1793. Pour les communes de plus de 10 000 habitants les recensements ont lieu chaque année à la suite d'une enquête par sondage auprès d'un échantillon d'adresses représentant 8 % de leurs logements, contrairement aux autres communes qui ont un recensement réel tous les cinq ans,.

En 2022, la commune comptait 11 548 habitants, en évolution de −2,86 % par rapport à 2016 (Seine-Maritime : +0,35 %, France hors Mayotte : +2,11 %).
| 1793  | 1800  | 1806  | 1821  | 1831  | 1836  | 1841  | 1846  | 1851  |
| ----- | ----- | ----- | ----- | ----- | ----- | ----- | ----- | ----- |
| 9 800 | 9 500 | 9 418 | 9 758 | 9 021 | 9 020 | 9 083 | 9 183 | 8 922 |

| 1856  | 1861  | 1866  | 1872  | 1876  | 1881  | 1886  | 1891  | 1896  |
| ----- | ----- | ----- | ----- | ----- | ----- | ----- | ----- | ----- |
| 8 604 | 8 921 | 8 873 | 8 282 | 8 444 | 8 397 | 7 972 | 7 617 | 7 545 |

| 1901  | 1906  | 1911  | 1921  | 1926  | 1931  | 1936  | 1946  | 1954  |
| ----- | ----- | ----- | ----- | ----- | ----- | ----- | ----- | ----- |
| 7 352 | 7 133 | 7 126 | 7 010 | 7 134 | 7 162 | 7 214 | 6 804 | 6 885 |

| 1962  | 1968  | 1975   | 1982   | 1990   | 1999   | 2006   | 2011   | 2016   |
| ----- | ----- | ------ | ------ | ------ | ------ | ------ | ------ | ------ |
| 7 932 | 9 510 | 10 433 | 10 605 | 10 807 | 10 770 | 10 943 | 11 725 | 11 888 |

| 2021   | 2022   | - | - | - | - | - | - | - |
| ------ | ------ | - | - | - | - | - | - | - |
| 11 385 | 11 548 | - | - | - | - | - | - | - |

### Sports et loisirs
Yvetot abrite de nombreux clubs sportifs, parfois de haut niveau, comme ceux de handball et de hockey sur gazon. On y trouve également le football avec le Yvetot AC qui évolue en championnat de Régional 1 (6e échelon français) , le basket, le rugby, la gymnastique, l'athlétisme, le VTT, le tennis, la pétanque, le judo, le karaté, le full contact, le tennis de table et l'escrime et d'autres. La MJC Yvetot propose des animations sportives également.
L'équipe féminine d'Yvetot de hockey sur gazon entraînée par Hubert Verrier est montée en élite en 2009, soit la première division française.

### La maison des jeunes et de la culture Yvetot

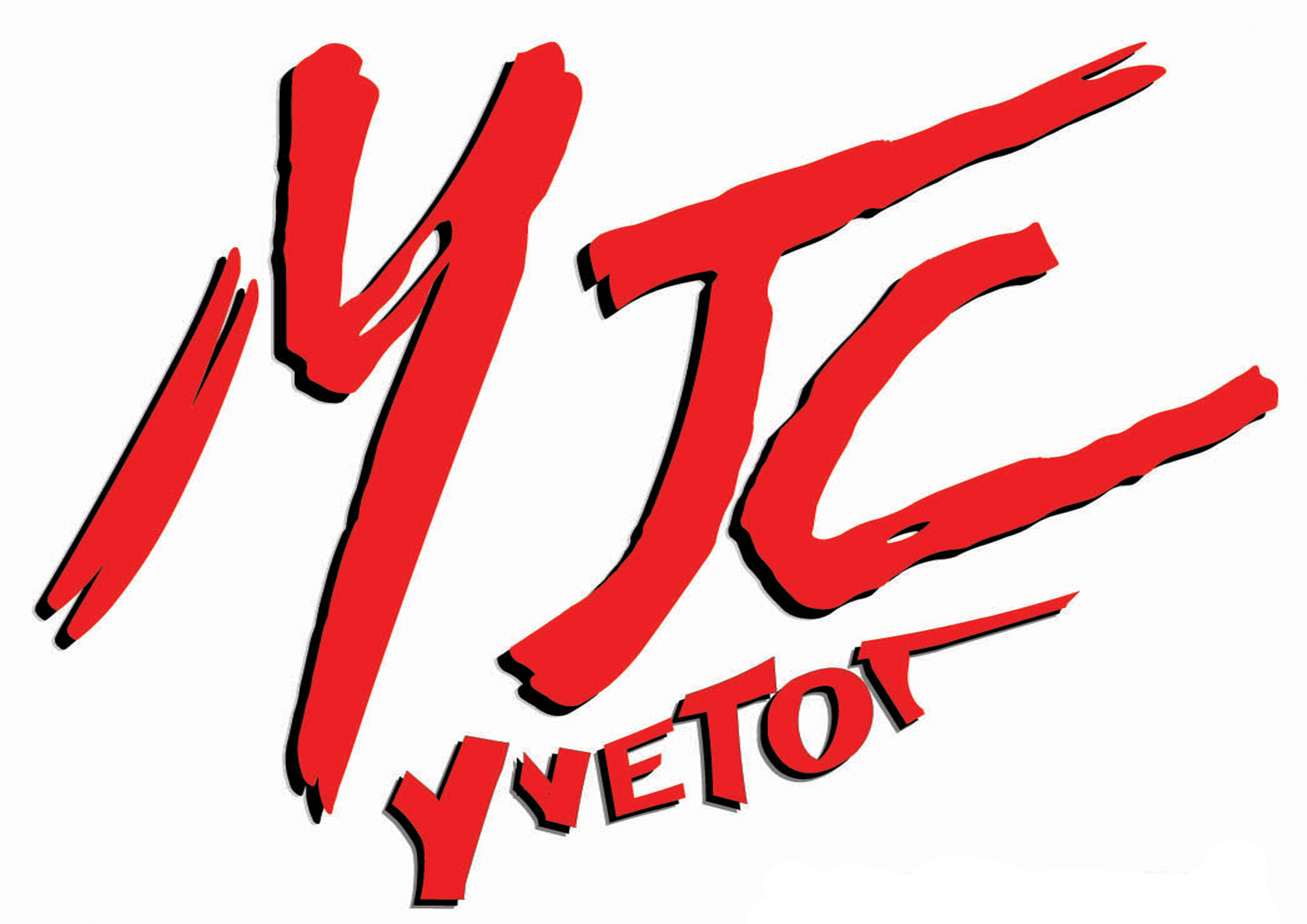
Logo de la MJC Yvetot.

La MJC Yvetot est une association laïque régie par la loi de 1901 et agréée Jeunesse et Éducation populaire. Elle fut fondée en 1962 par l'équipe municipale de Pierre Bobée et une quarantaine de jeunes.
Elle repose sur l’apprentissage de la citoyenneté des jeunes en favorisant leur accès à la responsabilité. La MJC est affiliée à la fédération régionale MJC de Normandie, elle-même membre de la fédération nationale MJC de France.
La démocratie se vivant au quotidien, la MJC a pour mission d’animer des lieux d’expérimentation et d’innovation sociale répondant aux attentes des habitants. Ses actions et services encouragent l’initiative, la prise de responsabilité et une pratique citoyenne.

### Médias
- Journaux Paris-Normandie et Le Courrier cauchois
- Yvetot News page Facebook d’information sur la capitale cauchoise.

## Économie
- Antenne de la Chambre de commerce et d'industrie de Rouen.

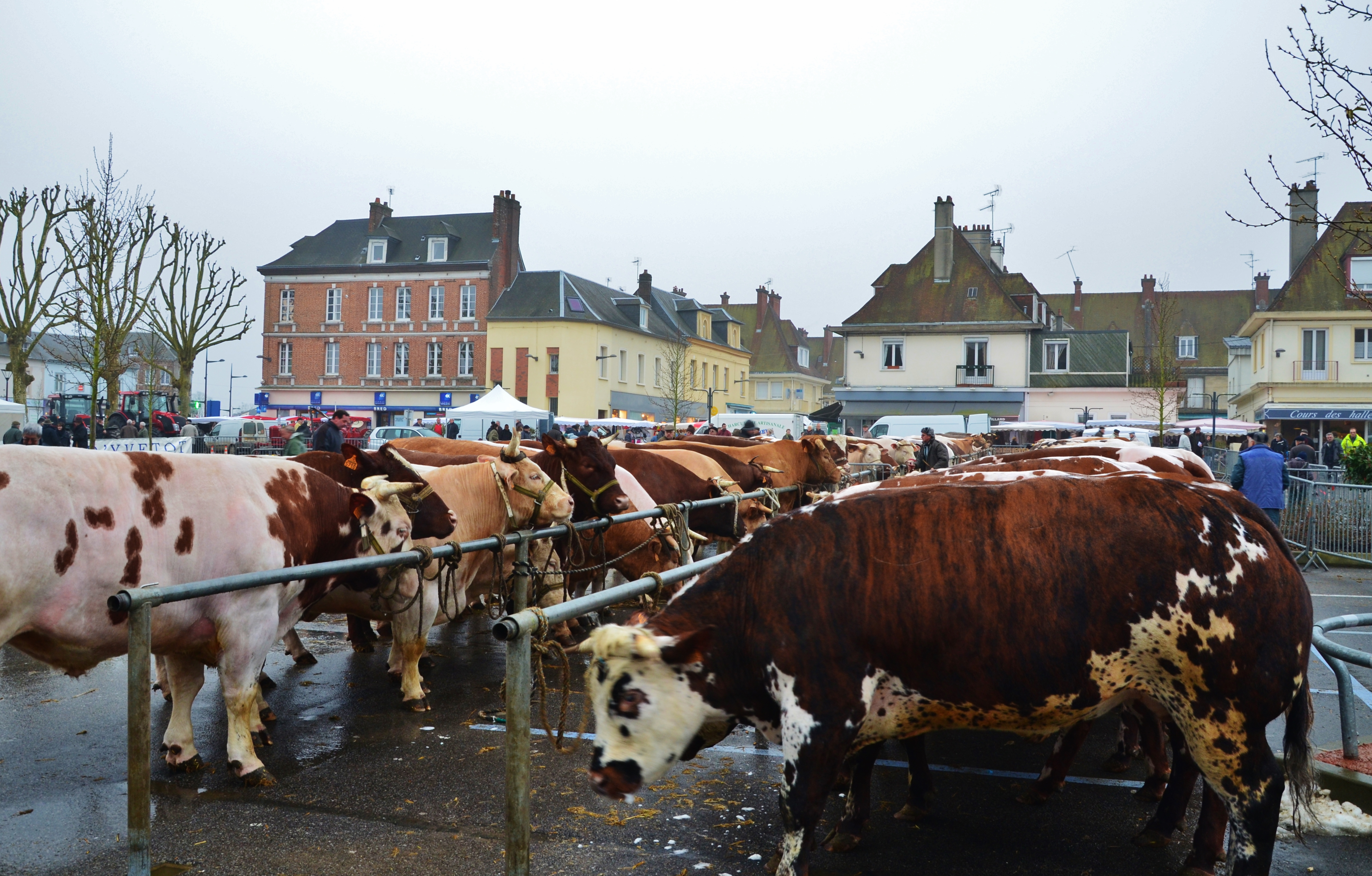
Concours d'animaux de boucherie en 2013.

## Culture locale et patrimoine

### Lieux et monuments
- Abbaye d'Yvetot

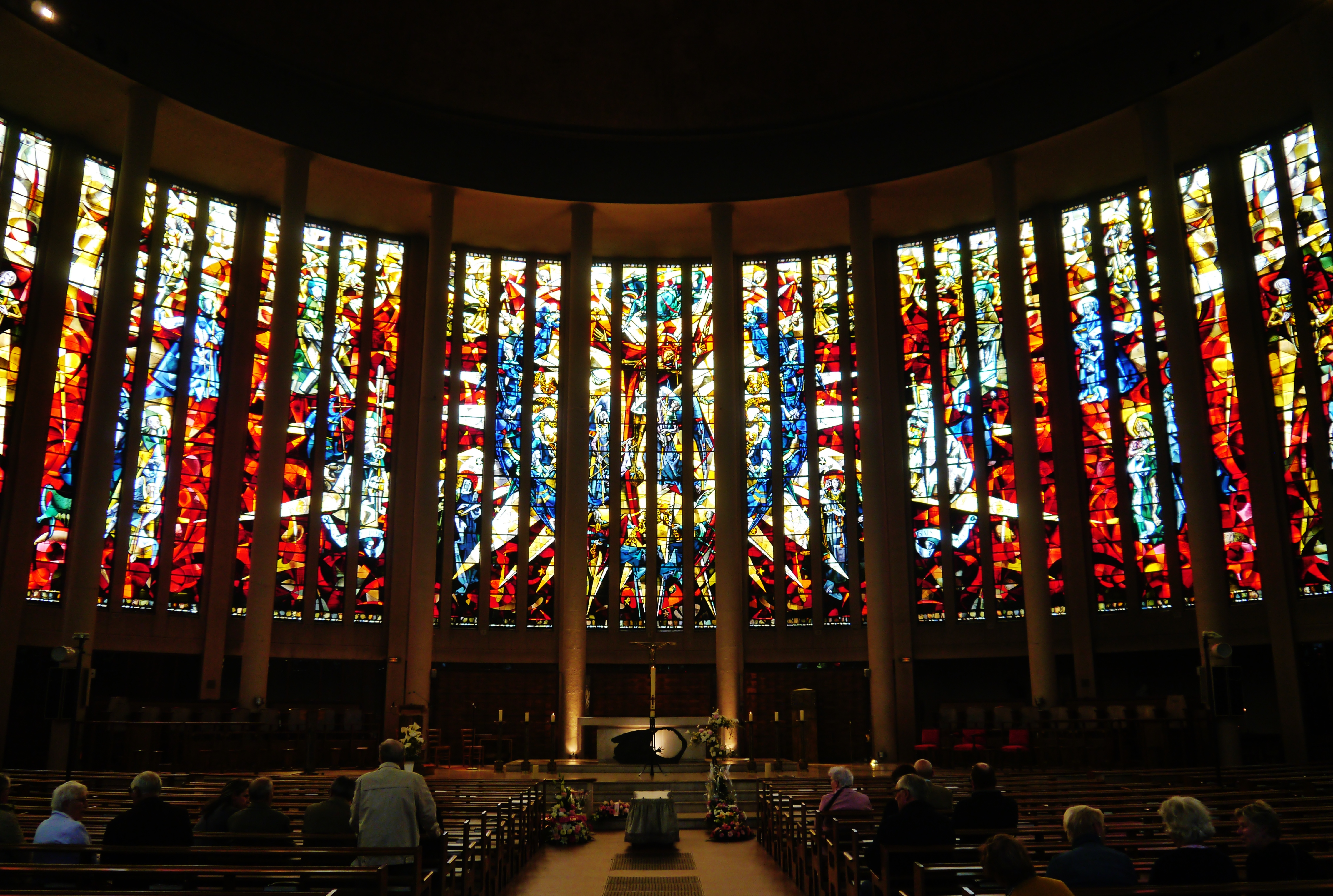
Vitrail de l'église Saint-Pierre.

- Église Saint-Pierre, construite de 1949 à 1956 après les destructions de la Seconde Guerre mondiale sur les plans de Pierre Chirol, Robert Flavigny  et Yves Marchand:sur un plan circulaire destiné à favoriser des innovations liturgiques, mais l'emplacement de l'autel et du chœur surélevé lui donnent un fonctionnement proche d'une église à plan basilical. 
L'édifice a un diamètre de 40 m et une hauteur de 20 m. Le campanile, séparé du bâtiment, a une hauteur de 44 m et a été construit en 1963. L'entrée est surmontée d'une sculpture monumentale de René Collamarini représentant saint Pierre
 Son vitrail (considéré comme le plus grand d'Europe avec 1 046 m2) achevé en 1956 par Max Ingrand est un puzzle minutieux d'une douzaine de pièces en verre qui présente des saints, avec un large volet consacré aux Normands du diocèse de Rouen. Il donne une ambiance lumineuse particulière à l'édifice[55].

- Musée municipal des ivoires

- Manoir du Fay : Un manoir typiquement cauchois construit en 1613 par Pierre Houel de Valleville. Ce manoir fut notamment la résidence de vacances de Pierre Corneille. Il a été classé Monument historique en 1996. D'une exceptionnelle qualité architecturale, en pierre calcaire et briques à motif de losanges dans le style Henri IV, il est maintenant  à l'abandon[56], mais le parc et la cour sont régulièrement utilisés pour des représentations artistiques ou théâtrales et des feux d'artifice. Le club de tir à l'arc utilise également des installations sur le territoire du manoir du Fay.

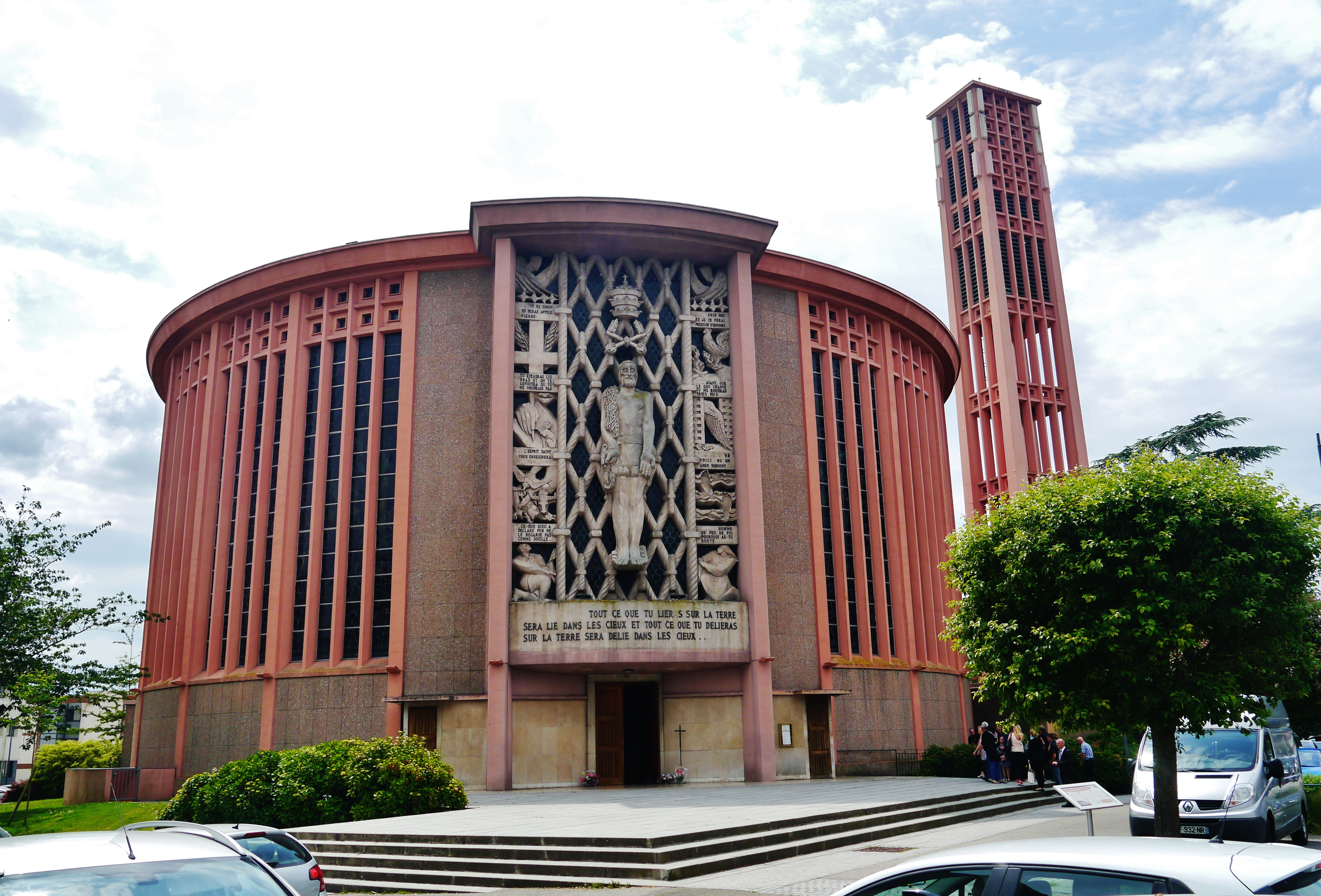
L'église Saint-Pierre.
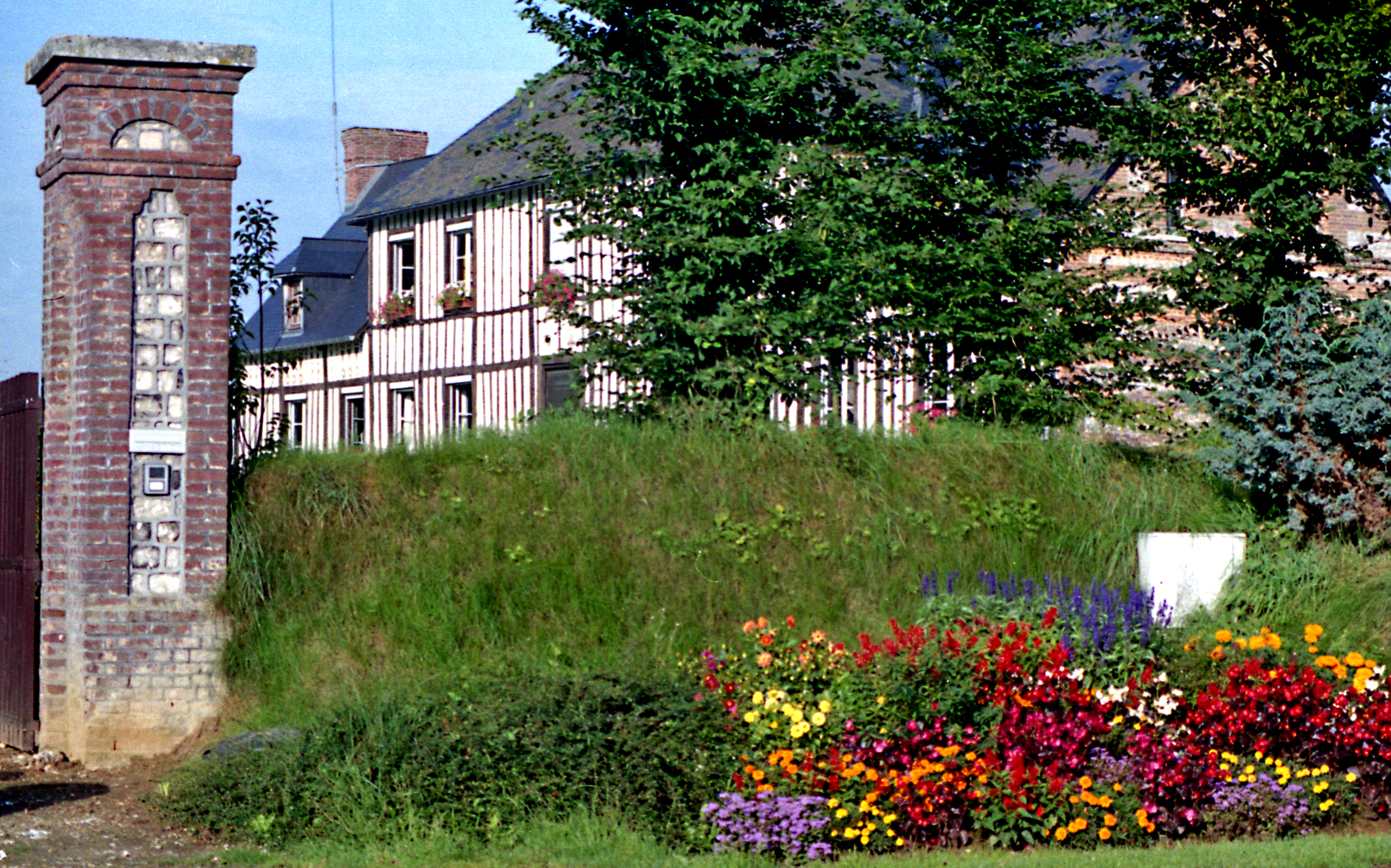
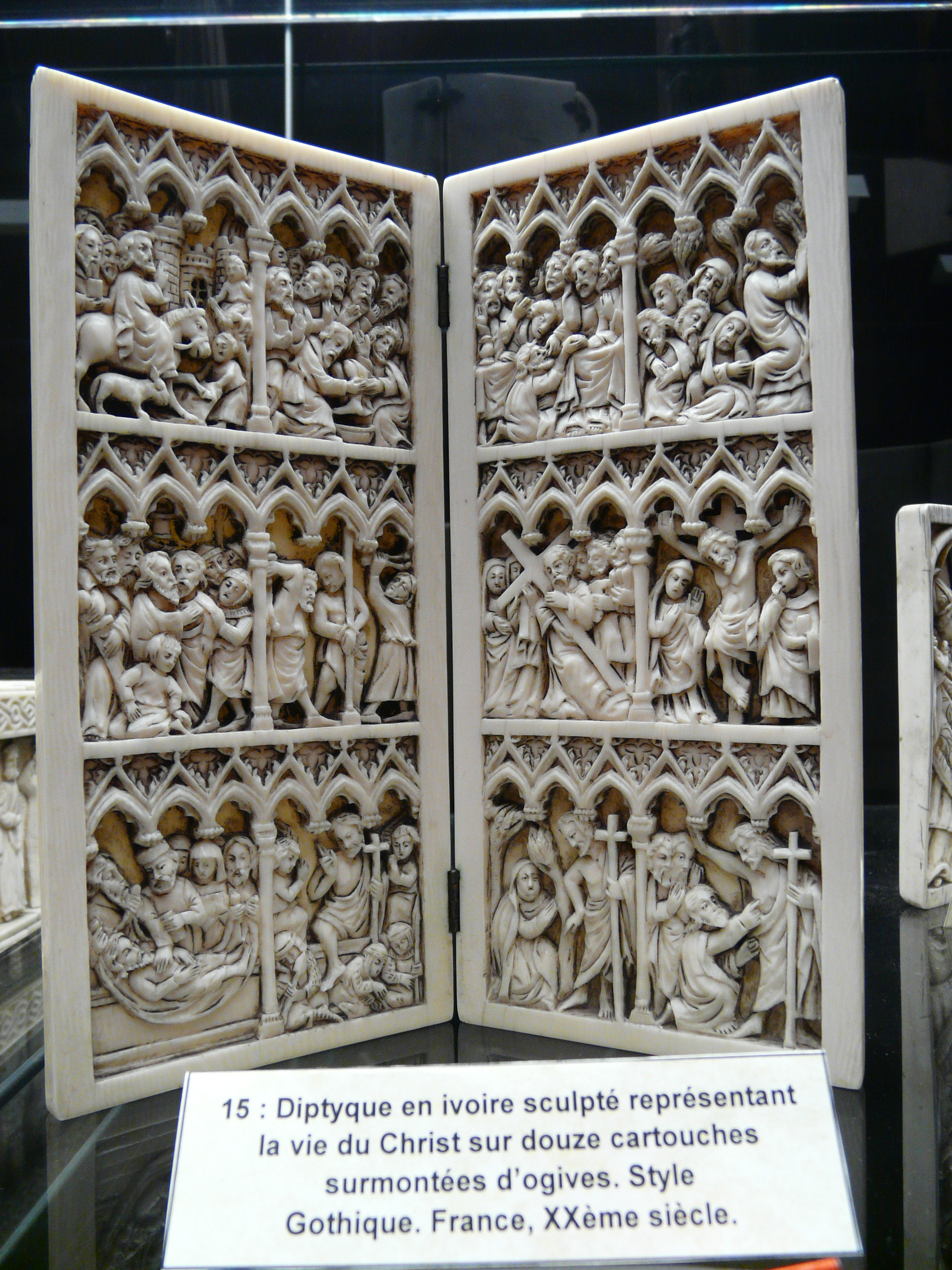
Une pièce du Musée des ivoires.
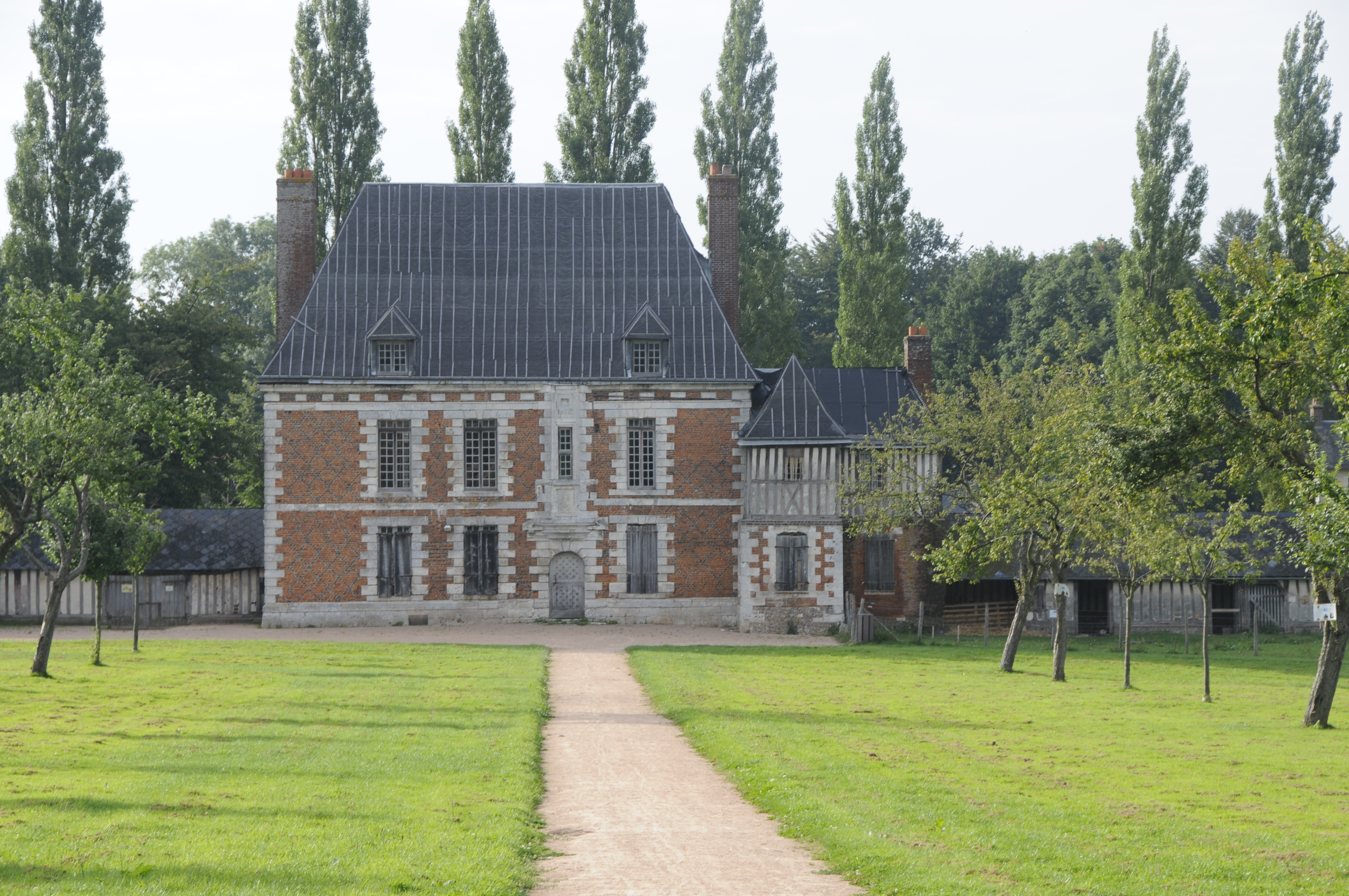
Le manoir du Fay.
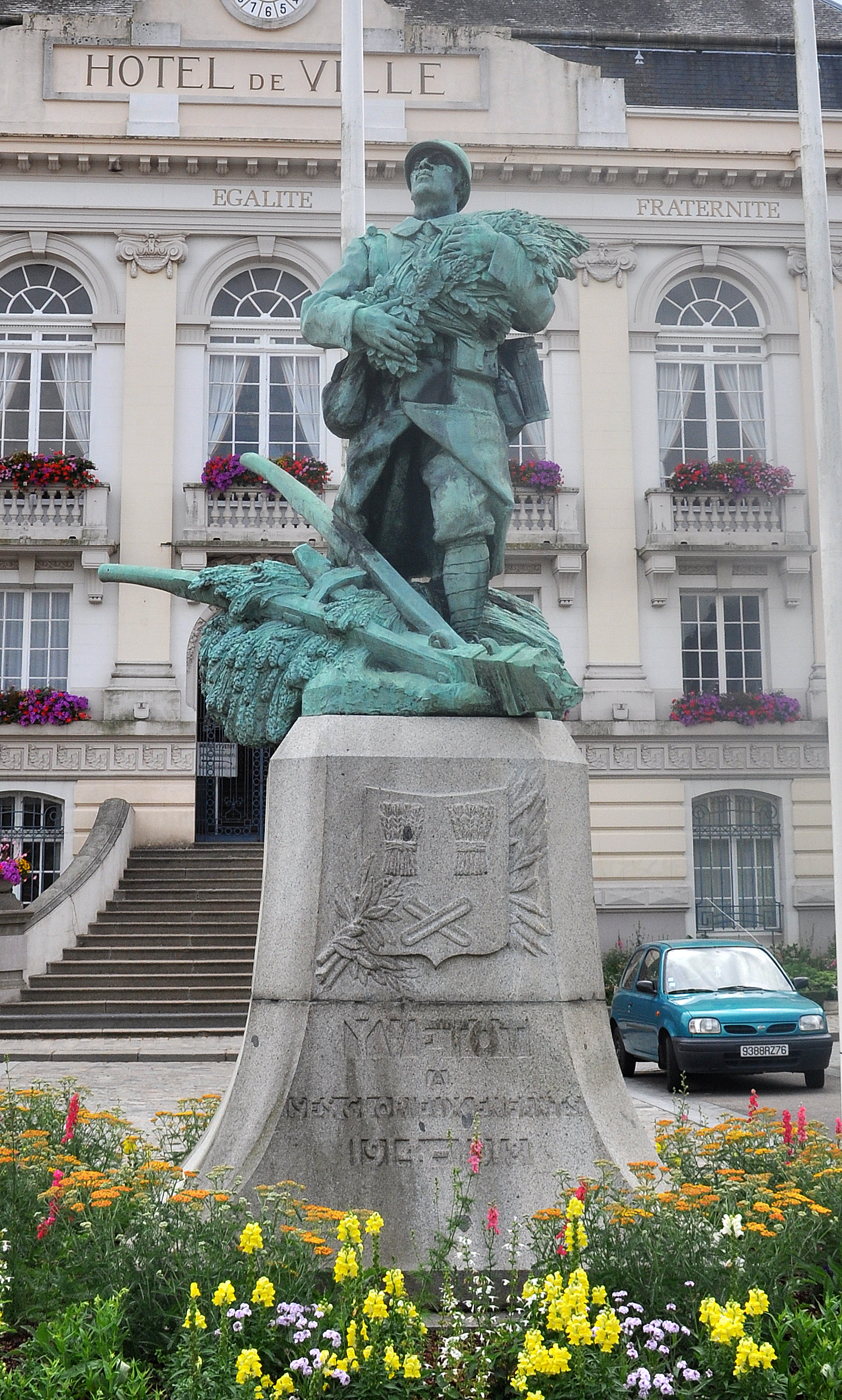
Le monument aux morts.

### Institution ecclésiastique
Le Séminaire d'Yvetot, institution ecclésiastique scolaire, fondée en 1826, a eu comme élèves l'écrivain Guy de Maupassant (de 1863 à 1868), l'évêque de Soissons, Jean-Baptiste Théodore Duval, l'évêque d'Arras, Eugène Julien, Louis Deschamps, Edward Montier, Raymond Mensire et Léonard-Auguste Beaucousin fut fermé en 1908.
Deux écoles privées catholiques existent toujours L'école St Michel fondée en 1707, pour les filles (et où fut scolarisée Annie Ernaux) et le Lycée Jean XXIII.

### Yvetot dans les arts et la culture

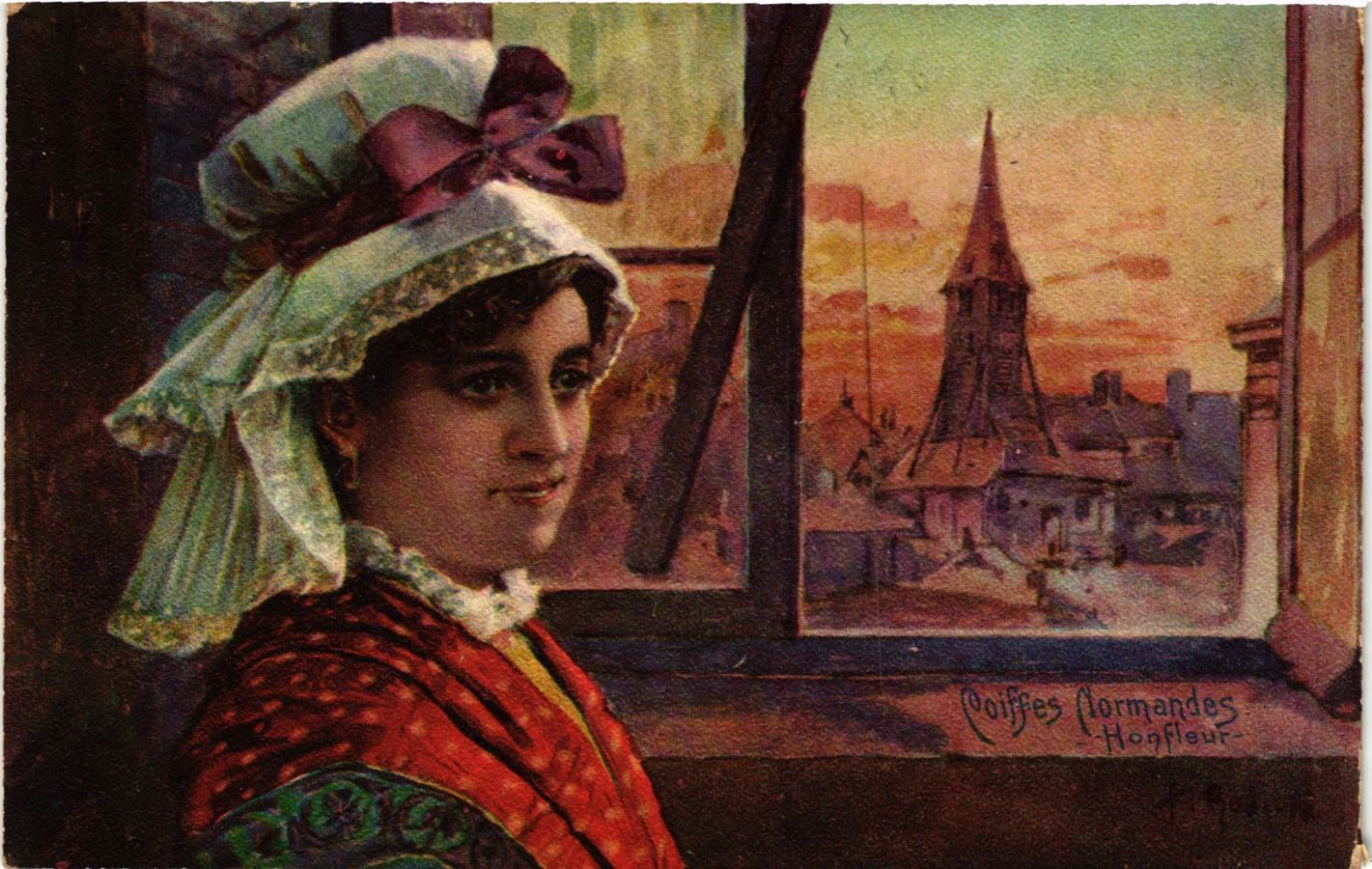
Coiffe d'Yvetot.

À l'entrée « Yvetot » du Dictionnaire des idées reçues de Gustave Flaubert, on trouve l'article suivant : « YVETOT : Voir Yvetot et mourir ! (v. Naples et Séville) ».
De nombreux ouvrages de l'auteure Annie Ernaux ont pour cadre la ville d'Yvetot, parmi eux : La Place, Les Années, Retour à Yvetot
Citée dans une chanson de Béranger : le Roi d'Yvetot.

#### Film tourné à Yvetot
- 1949 : Le Cœur sur la main d'André Berthomieu.

### Personnalités liées à la commune

#### Natifs d'Yvetot
- André Cahard (1868-1944), artiste peintre et illustrateur ;
- Charles-Marie-Léonard Cousture (1788-1865), avocat et homme politique ;
- Amable Bapaume (1825-1895), journaliste, romancier et auteur dramatique ;
- Raymond Deslandes (1825-1890), auteur dramatique ;
- Pierre Martot (1958-), acteur, connu pour son rôle de Léo Castelli dans Plus belle la vie ;
- Gustave Rouland (1806-1878), homme politique ;

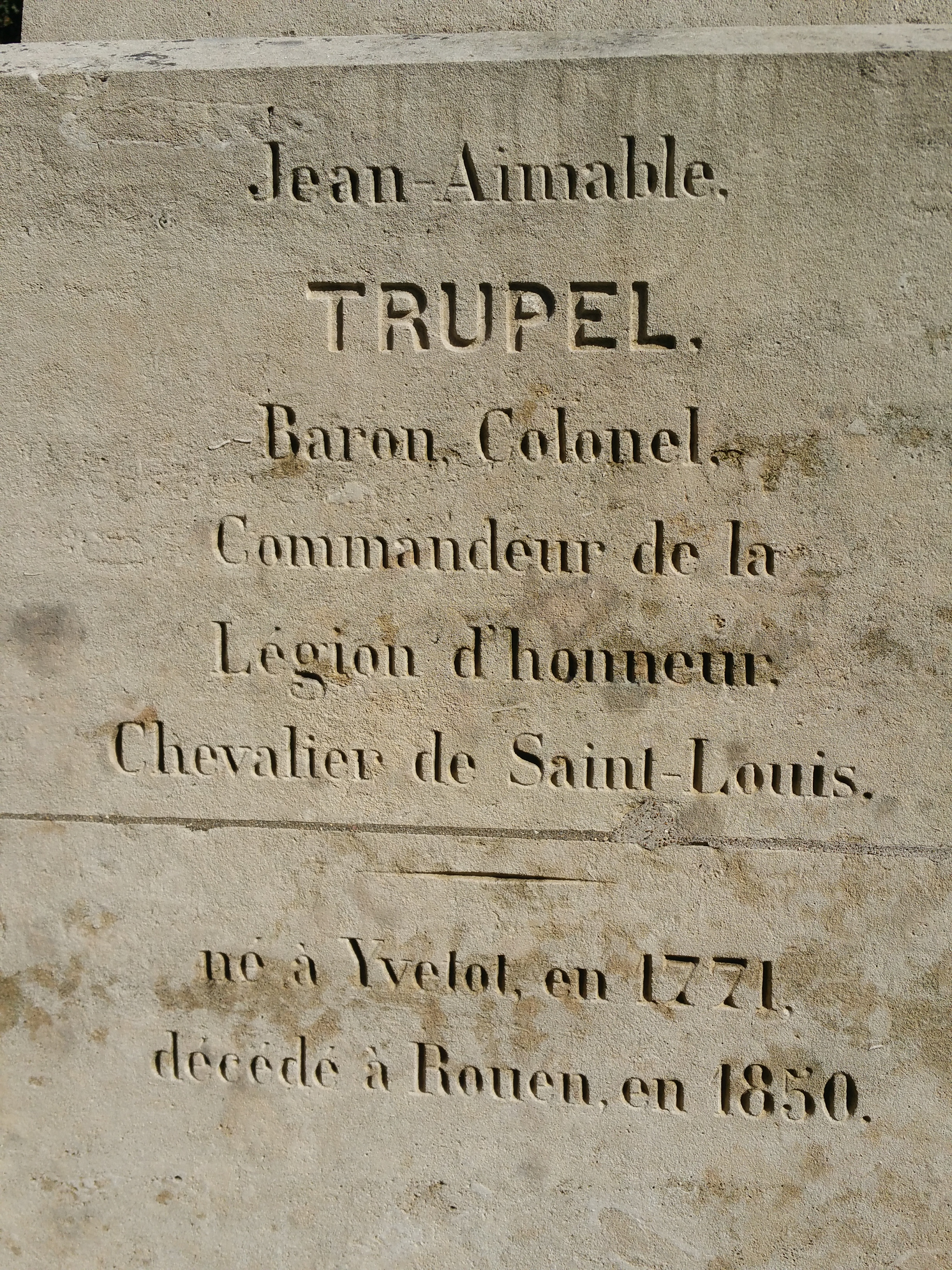
Monument funéraire du colonel Trupel.

- Jean-Aimable Trupel (1771-1850) - Forgeron de formation, il s'engage dans l'armée en 1791 comme simple soldat et finit sa carrière en tant que colonel de l'armée impériale, baron d'Empire, commandeur de la Légion d'honneur, chevalier de Saint-Louis. Il a participé à de nombreuses batailles du Premier Empire dont Wagram, Leipzig, Waterloo et a subi de multiples blessures. Les soldats impériaux disaient d'ailleurs : « Brave comme Trupel ». Il est né à Yvetot le 12 janvier 1771, est mort à Rouen le 14 mai 1850 et est inhumé au cimetière monumental de Rouen[59],[60] ;
- Alexis Hanquinquant (1985), triathlète handisport. Le 11 juillet 2024, il est nommé porte-drapeau de la délégation française aux Jeux paralympiques d'été de 2024 à Paris. Il y remporte un second titre paralympique en catégorie PTS4.

#### Y ont passé leur enfance ou leur adolescence
- Pierre Delanoë (1918-2006), parolier ;
- Annie Ernaux (1940), écrivaine française, lauréate du prix Renaudot en 1984 pour La Place et du prix Nobel de littérature en 2022 ;
- Jean-Luc Mélenchon (1951), homme politique français, y est scolarisé à onze ans, après son arrivée de Tanger en famille ;
- Claudine Loquen (1965), artiste peintre, y passe ses vacances chez sa grand-mère maternelle, y est scolarisée au collège Albert-Camus (de 1976 à 1978) ;
- Georges Pernoud (1947-2021), animateur de télévision ;
- Serge Reggiani (1922-2004), comédien y a vécu rue Carnot;[61]
- Auguste Rodin (1840-1917), sculpteur, dont le père Jean Baptiste (1803-1883) né à Yvetot et sa famille paternelle Claude Rodin (1764-1823) et Clothilde Renault (1775-1858) née à Yvetot sont des toiliers (marchand de coton) d'Yvetot.

#### Y est mort
- Maurice Desson de Saint-Aignan (1846-1926), député.

### Héraldique
| Blason de Yvetot | Blason  | De gueules à deux gerbes de blé en chef et deux navettes passées en sautoir en pointe, le tout d'or. |
| Blason de Yvetot | Détails | Le statut officiel du blason reste à déterminer.                                                     |